# Александров, Анатолий Николаевич
Анато́лий Никола́евич Алекса́ндров (1888—1982) — русский и советский композитор, дирижёр, пианист, музыкальный педагог, публицист. Доктор искусствоведения (1941). Народный артист СССР (1971). Лауреат Сталинской премии второй степени (1951).

## Биография
Родился 13 (25) мая 1888 года в Москве в музыкальной семье: отец — фармацевт Николай Александрович Александров; мать — пианистка, ученица П. И. Чайковского Анна Яковлевна Александрова-Левенсон (1856—1930). Племянник музыкального критика Осипа Левенсона.
Мать дала ему первые уроки игры на фортепиано. В годы детства будущего композитора семья часто переезжала. В 1906 году окончил Томскую мужскую гимназию с золотой медалью.
С 1906 года семья снова стала жить в Москве. После встречи с С. И. Танеевым стал заниматься сначала у его ученика Н. С. Жиляева, а потом у самого Танеева (1907—1910).
В 1906—1909 годах учился на историко-философском факультете в Московском университете.
В 1910 году поступил в Московскую консерваторию, где изучал фортепиано под руководством К. Н. Игумнова (до 1915 года) и композицию под руководством С. Н. Василенко. В 1916 году окончил консерваторию с малой золотой медалью.
Принимал участие в Первой мировой войне, позже в годы гражданской войны служил в РККА в частях особого назначения в качестве военного музыканта — пианиста.
Затем вплоть до 1974 года выступал на концертах как пианист с исполнением своих произведений.
В 1918—1919 годах работал в Наркомпросе РСФСР, в 1919—1920 годах — дирижёр Камерного театра, в 1922—1923 годах — дирижёр и редактор Радиовещания в Москве.
В 1923—1965 годах преподавал в Московской консерватории (с 1926 года — профессор). Среди его учеников — Н. Х. Халмамедов, Н. П. Аносов, В. В. Бунин, М. В. Иорданский, Р. С. Леденёв, М. А. Меерович, К. В. Молчанов, М. А. Музафаров, Г. А. Мушель, И. Г. Неймарк, Ю. М. Слонов, Е. Н. Тиличеева, Ю. А. Фортунатов, Н. К. Чемберджи.
Завершил ряд неоконченных произведений С. И. Танеева и А. К. Глазунова, участвовал в редактировании Полного собрания сочинений П. И. Чайковского.
Автор статей, воспоминаний о С. И. Танееве, С. В. Рахманинове.
Член Союза композиторов СССР. В течение ряда лет был председателем секции детской музыки Союза.
Жил в Москве на Воздвиженке, затем на 3-й Миусской улице (ныне улица Чаянова), 10.
Умер 16 апреля 1982 года. Похоронен на Введенском кладбище (20 уч.).

## Награды и звания
- Заслуженный деятель искусств РСФСР (1946)
- Народный артист РСФСР (1964)
- Народный артист СССР (1971)[6]
- Сталинская премия второй степени (1951) — за вокальную сюиту «Верность» (1950) на слова С. Л. Северцева, цикл романсов на стихи А. С. Пушкина и фортепианные пьесы для детей
- Орден Трудового Красного Знамени (1943)
- Орден Ленина (1953)
- Орден Дружбы народов (1978).
- Медаль «В память 800-летия Москвы»
- Медаль «В ознаменование 100-летия со дня рождения Владимира Ильича Ленина» (1970)
- Медаль «За доблестный труд в Великой Отечественной войне 1941—1945 гг.»
- Доктор искусствоведения (1941).

## Сочинения
Оперы
- «Два мира» (по А. Н. Майкову, 1916)
- «Сорок первый» по Б. А. Лавренёву (1935, не окончена)
- «Бэла» (по М. Ю. Лермонтову, 1-я ред. 1941, 2-я ред. 1945, постановка в 1946, филиал Большого театра, Москва)
- «Дикая Бара» (1957, Ансамбль советской оперы ВТО, Москва)
- «Левша» (1975)
- «Тень Филлиды» (не закончена)

Для оркестра
- Симфония C-dur (1965)
- Романтическая сюита (с хором, 1-я ред. 1920, 2-я ред. 1932)
- Классическая сюита (1926, 2-я ред. 1930)
- Увертюра на две русские народные темы (1948)
- Забавная сюита (1938, 2-я ред. 1956)
- 2 сюиты из оперы «Бэла» (1949, 1971)
- Театрально-танцевальная сюита (1951)
- «Память сердца», симфоническая повесть об одной трагической любви (по музыке к фильму «Северная повесть», 1962)
- Русские народные мелодии (1971)

Камерно-инструментальные ансамбли
- Струнные квартеты (G-dur (1914), cis-moll (1942), A-dur (1942), C-dur (1953)
- Патетическое анданте для виолончели и фортепиано (1915, 2-я ред. 1921)
- Горские мотивы для скрипки и фортепиано (1942)
- Дифирамб для контрабаса и фортепиано (1959)

Для фортепиано и оркестра
- Концерт-поэма (1972)

Для фортепиано в 2 руки
- 14 сонат: fis-moll (1914, соната-сказка), d-moll (1918), fis-moll (1920), C-dur (1922, 2-я ред. 1954), gis-moll (1923, 2-я ред. 1938), G-dur (1925), D-dur (1932), B-dur (1944), c-moll (1945), F-dur (1951), C-dur (1955, соната-фантазия), h-moll (1962), fis-moll (соната-сказка, 1964), Е-dur (1971)
- 6 прелюдий (1907—1910)
- 3 фуги (1971)
- «Былая одержимость» (1911—1917)
- «Поэма f-moll» (1915)
- 4 прелюдии (1913-1916)
- «Видения» (5 пьес, 1919—1923)
- 3 пьесы (1925)
- 3 этюда (1925)
- 4 повествования (1939)
- Баллада (1939, новая ред. 1957)
- 4 пьесы (1951)
- Сюита-фантазия на мотивы из оперы «Бэла» (1954)
- «Отзвуки театра» (1945)
- «Маленькая сюита» (1952)
- «Романтические эпизоды» (10 пьес, 1962)
- Элегия и Вальс (1964)
- «Страницы из дневника» (1967)

Камерные вокальные произведения
- «Из Александрийских песен» (сл. М. Кузмина, 1915, 1922, 1924, 1925, 1927—1929)
- «Сердце собачье» (9 песен, сл. Н. Габричевской, 1931)
- «Отблески времени» (сл. В. А. Соловьёва, Хафиза в переводе А. А. Фета, Е. А. Баратынского, Т. Броука в переводе Д. С. Усова, А. С. Пушкина, 1912, 1920, 1921, 1924, 1925—1929)
- Три стихотворения Хафиза (перевод А. Фета, 1912)
- Четыре стихотворения К. Д. Бальмонта и И. Северянина (1913—1914)
- Два стихотворения Р. де Гурмона (1915—1916)
- Два стихотворения А. С. Пушкина (1918)
- Три стихотворения В. Александрова (1915—1919)
- Три стихотворения Е. А. Баратынского (1919)
- «Осень», три стихотворения В. Пяста (1923—1924)
- Четыре песни на стихи С. А. Есенина и В. Ходасевича (1924)
- «Золотые ветви» (6 песен, сл. А. П. Глобы, 1928—1929)
- «Слова несказанные» (4 романса, сл. А. А. Блока, С. А. Есенина, Ф. И. Тютчева, Э. Верхарна, 1926)
- «Рассказ об утиле» (сл. А. д'Актиля, 1930)
- «Слепой» (сл. В. Ходасевича, 1930)
- Романсы на стихи А. С. Пушкина (1936, 1949)
- «Освеженный сад» (5 стихотворений, сл. Н. А. Некрасова, А. А. Фета, Ф. И. Тютчева, Ф. Петрарки, 1944)
- Два стихотворения Г. Р. Державина (1935—1944)
- Двенадцать стихотворений советских поэтов (сл. С. П. Щипачёва, Н. С. Берендгофа, В. К. Звягинцевой, С. Я. Маршака, А. Лахути в переводе Л. М. Пеньковского, A. C. Исаакяна, А. Ф. Ерикеева в пер. В. К. Звягинцевой и Земной, 1947)
- «За родину» (сл. М. Л. Матусовского, М. В. Исаковского, Н. С. Тихонова, 1947)
- Шесть романсов на стихи Е. А. Баратынского (1949)
- Три стихотворения Н. М. Бараташвили (перевод Б. Л. Пастернака, 1949)
- Сюита «Три кубка» (сл. Н. С. Тихонова, 1942)
- Сюита «Человек в пути» (сюита, сл. М. Алигер, 1944)
- Сюита «Верность» (сл. С. Л. Северцева, 1950)
- 13 романсов (сл. разных поэтов, 1953—1965, 1967)
- «Холодное солнце зимы» (5 романсов, сл. А. А. Баратынского, А. С. Пушкина, Ф. И. Тютчева, А. А. Фета, 1953)
- Две песни (сл. С. Фейнберга, 1942)
- «Колыбельная Сереже» (сл. С. Л. Прокофьевой, 1956)
- 5 хоров a cappella на сл. Ф. И. Тютчева (1971)

Хоры
- «Готовы всегда» (сл. Д. Алтаузена, 1930)
- «Яблочко» (сл. С. П. Щипачева, 1932)
- «Разведчик Чирков» (сл. Т. С. Сикорской, 1932)
- «Песня о комиссаре Фурманов»е (сл. А. Ойслендера, 1932)
- «Мы славим Россию» (сл. А. Лучина, 1934)

Другие произведения
- детские песни для голоса или хора с фортепиано (свыше 150), в том числе циклы «Стройка», «Дуда», «Летние заботы»
- школьные и пионерские песни для хора
- обработки песен разных народов для голоса и фортепиано: Двенадцать песен народностей Запада (1931), Три песни народов Северного Кавказа (1941), Американские народные песни (10 американских и английских песен, 1944), Восемь чешских и словацких песен (1947), Три французские народные песни (1952), Шесть французских народных песен (1960), Греческие народные мелодии (1958), датские, норвежские, корейские мелодии
- обработки для фортепиано: Башкирские мелодии (12 пьес, 1950)
- музыка к драматическим спектаклям: «Ариана и Синяя борода» М. Метерлинка (1919, Государственный показательный театр, Москва), «Адриана Лекуврёр» Э. Скриба и Э. Легуве (1919, Камерный театр, Москва), «Ромео и Джульетта» У. Шекспира(1921, там же), «Заговор Фиеско в Генуе» Ф. Шиллера (1925, Малый театр, Москва), «Собор Парижской богоматери», инсценировка H. A. Крашенинникова по В. Гюго (1926, там же, Москва), «Дон Карлос» Ф. Шиллера (1933, там же, Москва).

## Фильмография

### Мультфильмы
- 1934 — Царь Дурандай
- 1938 — Красная Шапочка
- 1939 — Ивашко и Баба-Яга
- 1952 — Сармико
- 1953 — Сестрица Алёнушка и братец Иванушка
- 1955 — Остров ошибок
- 1964 — Левша
- 1965 — Как один мужик двух генералов прокормил
- 1966 — Поди туда, не знаю куда
- 1969 — Девочка и слон
- 1992 — Весёлая карусель № 24. Случай на болоте

### Игровые фильмы
- 1936 — Тринадцать
- 1937 — Ленин в Октябре
- 1960 — Северная повесть

## Память
- В Москве, на доме по 3-й Миусской улице (ныне улица Чаянова), 10, где жил композитор, установлена мемориальная доска.

## Комментарии
1. ↑  Анна Яковлевна Левенсон родилась 4 августа 1856 года в Одессе в музыкальной семье. В 1873—1878 годах училась в Московской консерватории (класс профессора Карла Клиндворда). Много лет поддерживала дружеские отношения с П. И. Чайковским (известно более 30 писем Чайковского и более 50 писем Левенсон к Чайковскому) и С. И. Танеевым.